# رصدخانه فضایی فروسرخ
رصدخانه فضایی فروسرخ (انگلیسی: Infrared Space Observatory) که به اختصار ISO نامیده می‌شود، یک تلسکوپ فضایی فروسرخ بود که توسط آژانس فضایی اروپا (ESA) با همکاری ISAS (بخشی از آژانس کاوش‌های هوافضای ژاپن) و ناسا طراحی و مدیریت شده بود. هدف از طراحی ISO مطالعه نور فروسرخ در طول موج ۲٫۵ تا ۲۴۰ میکرون بود.
این ماهواره ۴۸۰٫۱ میلیون یورویی در ۱۷ نوامبر ۱۹۹۵ از سکوی پرتاب پایگاه فضایی گویان در نزدیکی کورو در گویان فرانسه به فضا پرتاب شد. راکت آریان ۴ ISO را با موفقیت در مدار بیضی زمین‌مرکزی قرار داد که در هر ۲۴ ساعت یک‌بار به دور زمین گردش می‌کرد.